# Gare de Nuits-sous-Ravières
Gare de Nuits-sous-Ravières – stacja kolejowa w Nuits, w departamencie Yonne, w regionie Burgundia-Franche-Comté, we Francji.
Jest stacją Société nationale des chemins de fer français (SNCF), obsługiwaną przez pociągi TER Bourgogne.

## Położenie
Znajduje się na wysokości 192 m n.p.m., na km 224,760 km linii Paryż – Marsylia, pomiędzy stacjami Tonnerre i Montbard.

## Historia
Stacja została otwarta w 1849 roku.